# Palaeorhiza denticauda
Palaeorhiza denticauda är en biart som först beskrevs av Cockerell 1910.  Palaeorhiza denticauda ingår i släktet Palaeorhiza och familjen korttungebin. Inga underarter finns listade i Catalogue of Life.